# Мос Блаф (Луизијана)
Мос Блаф (енгл. Moss Bluff) насељено је место без административног статуса у америчкој савезној држави Луизијана.

## Демографија
По попису из 2010. године број становника је 11.557, што је 1.022 (9,7%) становника више него 2000. године.
| Група             | 2000.         | 2010.          |
| Белци             | 9.587 (91,0%) | 10.187 (88,1%) |
| Афроамериканци    | 621 (5,9%)    | 699 (6,0%)     |
| Азијати           | 47 (0,4%)     | 119 (1,0%)     |
| Хиспаноамериканци | 169 (1,6%)    | 340 (2,9%)     |
| Укупно            | 10.535        | 11.557         |